# Carly Telford
Carly Mitchell Telford (Jesmond, Newcastle upon Tyne, Inglaterra; 7 de julio de 1987) es una exfutbolista inglesa. Jugaba de guardameta. FUe internacional absoluta por la selección de Inglaterra entre 2007 y 2021, con la que disputó tres mundiales.

## Trayectoria
Telford fichó por el Leeds United Ladies en 2007 procedente del descendido Sunderland. En la final de la FA Women's Cup de 2008 a pesar de que su equipo perdió ante el Arsenal, Telford fue nombrada mejor jugadora del partido.
Para la temporada 2011 fichó por el Chelsea Ladies. En octubre de 2012 fue enviada a préstamo al Perth Glory australiano para la temporada de invierno de 2012-13.
Dejó Chelsea luego de tres años en diciembre de 2013, y fichó por el Notts County. Sin embargo en 2017, luego de la disolución del club, Carly regresó a Chelsea.
El 15 de marzo de 2023, Telford anunció su retiro como futbolista.

## Selección nacional
Telford debutó por la selección de Inglaterra el 11 de marzo de 2007 contra Escocia, anteriormente representó a dicho país en categorías juveniles.
En mayo de 2009, Telford fue una de las 17 jugadoras femeninas que firmó un contrato profesional con la Asociación de Fútbol.
En mayo de 2015 formó parte del plantel que logró el tercer lugar en la Copa Mundial Femenina de Fútbol de 2015 de Canadá.
En 2019 fue citaba para jugar la Copa SheBelieves en Estados Unidos. Inglaterra ganó esa edición y la portera inglesa jugó los encuentros contra Brasil y Japón. Al año siguiente fue nominada para jugar la Copa Mundial Femenina de Fútbol de 2019 por el entrenador Phil Neville.
A pesar de estar en los mundiales de 2007, 2015 y la Eurocopa Femenina de 2017 sin jugar un partido, Telford finalmente logró jugar contra Argentina por la fase de grupos de la Copa Mundial 2019 contra Argentina.

### Participaciones en Copas Mundiales
| Copa            | Sede    | Resultado    |
| --------------- | ------- | ------------ |
| Mundial de 2007 | China   | Segunda fase |
| Mundial de 2015 | Canadá  | Tercer lugar |
| Mundial de 2019 | Francia | Cuarto lugar |

### Participaciones en Eurocopas
| Copa          | Sede         | Resultado   |
| ------------- | ------------ | ----------- |
| Eurocopa 2017 | Países Bajos | Semifinales |

## Clubes
| Club                   | País           | Año       |
| ---------------------- | -------------- | --------- |
| Sunderland             | Inglaterra     | 2002-2007 |
| Leeds Carnegie         | Inglaterra     | 2007-2010 |
| Chelsea                | Inglaterra     | 2010-2013 |
| Perth Glory (préstamo) | Australia      | 2012-2013 |
| Notts County           | Inglaterra     | 2014-2017 |
| Chelsea                | Inglaterra     | 2017-2022 |
| San Diego Wave FC      | Estados Unidos | 2022      |

## Palmarés

### Títulos internacionales
| Título           | Club                    | País           | Año  |
| ---------------- | ----------------------- | -------------- | ---- |
| Copa SheBelieves | Selección de Inglaterra | Estados Unidos | 2019 |

## Vida personal
Ella mantiene una relación con la jugadora de cricket inglesa Georgia Elwiss.